# Ermanno Marchionna
Ermanno Marchionna (Castel di Sangro, 16 novembre 1921 – Milano, 2 dicembre 1993) è stato un matematico italiano, noto soprattutto per i suoi contributi alla geometria algebrica e per i suoi testi universitari di algebra e geometria.

## Biografia
Compiuti gli studi superiori a Bergamo, conseguendo nello stesso anno (1940) l'abilitazione magistrale e la maturità scientifica, nel 1944 si laurea in Matematica presso l'Università degli Studi di Milano discutendo una tesi in Geometria sotto la guida di Oscar Chisini, di cui è allievo.
Assistente dal 1945 al 1956 in Geometria presso il Politecnico di Milano e libero docente in Geometria algebrica dal 1954, è nominato nel 1956 professore straordinario all'Università degli Studi di Ferrara. Si trasferisce poi all'Università degli Studi di Torino e qui nel 1963 diventa ordinario di Istituzioni di geometria superiore. Dal 1969 al 1988 insegna Geometria al Politecnico di Milano. Gli è infine conferita la cattedra di Geometria superiore della Facoltà di Scienze dell'Università degli Studi di Milano.
È stato socio dell'Accademia dei Lincei, e dell'Istituto Lombardo, Accademia di Scienze e Lettere.